# 巡撫
巡撫，別稱為撫臺、撫軍、部院、帥、撫憲、撫院。為中國14世紀－20世紀初的地方官制名稱，統治區域可能由從數千平方公里至數十萬平方公里，权力相當于今日中國共產黨之省委書記，统筹地方行政、军事、司法权力。
清朝巡抚多有都察院右副都御史頭銜，副都御史俗稱御史中丞，故习称巡抚为中丞。
越南阮朝也模仿清朝的职官制度，设有巡抚一职。

## 簡介
巡撫官制最早出現在明朝。明太祖朱元璋以宰相胡惟庸糾結地方勢力意圖叛變為藉口，除了廢除中央的宰相制度外，朱元璋也積極改革地方制度，將元制的行省一人獨享的的軍事、行政、司法權力分拆成都指揮使司、承宣布政使司、提刑按察使司三部份，分别直属中央。
1391年，太祖遣太子朱標「巡撫」陝西（意為巡行地方，撫鎮軍民），「巡撫」這個名稱開始被使用。爾後，皇帝常遣尚书、侍郎、都御史、卿、少卿等官巡抚地方，事毕复命，名义称巡抚。明宣宗時，各省常设巡抚渐成制度。巡抚节制三司（承宣布政使司、提刑按察使司、都指挥使司），实际掌握着地方军政大权。同时，巡抚每年要赴京师议事，也体现了朝廷对地方统辖权的加强。
明英宗在1457年奪門復辟後，一度廢除巡撫制度，到次年才恢復。巡抚在嘉靖时才成为真正的常设官职。一般来说各省巡抚衙门都是跟布政使司衙门在一起的，除非巡盐、巡海、操江这样专门性的巡抚，或是三不管地带的湘南、郧阳巡抚，衙门会在就近方便的地方。
巡撫的職責主要是稅收、水利、內政，通常亦有調動軍隊的權力，不過並不一定，端看各省需要。在管轄區域來講，14世紀的巡撫所轄區域大小存有很大的分別，大者統轄兩省十數萬平方公里，如閩浙，有些則只有數座城府，甚至只得一、二府，如大同、宣德、順天等。至15世紀後，發展成以省區為單位，配置一位巡撫。
1644年清兵入關，入主燕京的清朝承襲明朝的巡撫制度，並沿用舊名稱。清朝在全國設立了16個巡撫，為从二品常设官位，若加衔兵部右侍郎者则为正二品。

清代巡抚的正式名称是：「都察院右副都御史巡抚某某等处地方」
- 晋阶则加「兵部右侍郎」衔
- 有的还加「提督军务粮饷」，一般不兼理专务
- 山西巡抚兼提督盐政
- 江西、河南巡抚兼提督

其职兼管行政与司法，少数（清朝中叶以后则全部）兼管一省军事者加衔“提督军务，兼理粮饷”，故并不等於今日之省長。今日之省长，只管辖一省之行政事务，大致相当于清代的布政使。巡撫在較大城市會設置小規模的武裝，此類武裝一般帶有「撫軍」、「標軍」等字，又稱親兵。清朝道尹、布政使、巡撫、總督之爭屢屢發生，如臺灣巡撫劉銘傳與臺灣道道尹劉璈等。清文宗即位，太平军兴，遂命浙江、安徽、江西、陝西、湖南、廣西、貴州各巡撫節制鎮、協武職，于是巡抚職權漸崇。到清德宗时，分省巡抚职权已与总督几乎相同，总督的所謂兼轄，已沦为"奉行文書"而已。
清代巡抚印信称为“关防”，为长方形，银制，長三寸二分，闊二寸，与总督的关防尺寸材质完全相同。

## 巡撫設置沿革
- 宣德五年
  - 設北直隸巡撫
- 宣德十年
  - 設宣大巡撫
- 正統元年
  - 設遼東巡撫
- 景泰二年
  - 分宣大巡撫為宣府巡撫、大同巡撫。
- 天順四年
  - 宣府巡撫、大同巡撫合併為宣大巡撫。
- 天順六年
  - 分宣大巡撫再次分為宣府巡撫、大同巡撫。
- 成化八年
  - 分北直隸巡撫為順天巡撫、保定巡撫
- 萬曆二十五年（1597年）
  - 九月，設天津巡撫
- 萬曆二十七年（1599年）
  - 罷天津巡撫
- 天啟元年（1621年）
  - 復置天津巡撫
- 顺治元年（1644年）
  - 五月癸巳（6月10日），设顺天巡抚
  - 五月甲辰（6月21日），设宣府巡抚
  - 七月壬辰（8月8日），设山东巡抚
  - 七月甲辰（8月20日），设登莱巡抚、山西巡抚
  - 七月壬子（8月28日），设保定巡抚、河南巡抚
  - 十月乙丑（11月9日），设天津巡抚
- 顺治二年（1645年）
  - 四月辛酉（5月4日），设陕西巡抚、甘肃巡抚、宁夏巡抚
  - 五月丁亥（5月30日），设延绥巡抚
  - 五月庚寅（6月2日），设凤阳巡抚
  - 七月乙卯（8月26日），设江宁巡抚、安庐池太（安徽）巡抚
  - 七月己未（8月30日），设郧阳巡抚、湖广巡抚、偏沅巡抚
  - 七月丁丑（9月17日），设操江巡抚
  - 十月丙申（12月5日），设南赣汀韶（南赣）巡抚
  - 十月丙午（12月15日），设浙江巡抚、江西巡抚
- 顺治四年（1647年）
  - 二月戊戌（4月1日），设福建巡抚
- 顺治五年（1648年）
  - 闰四月癸卯（5月30日），设四川巡抚
- 顺治六年（1649年）
  - 五月丙子（6月27日），设广东巡抚、广西巡抚
  - 五月癸未（7月4日），裁天津巡抚、安徽巡抚、凤阳巡抚
  - 八月丁酉（9月16日），裁保定巡抚
- 顺治九年（1652年）
  - 四月丁未（5月13日），裁宣府巡抚、登莱巡抚
- 顺治十五年（1658年）
  - 六月辛未（7月5日），设贵州巡抚
  - 七月己酉（8月12日），设保定巡抚
- 顺治十六年（1659年）
  - 正月癸卯（2月2日），设云南巡抚
  - 八月癸巳（9月20日），操江巡抚改称安徽巡抚
- 顺治十七年（1660年）
  - 二月壬寅（3月27日），设凤阳巡抚
- 顺治十八年（1661年）
  - 十月辛酉（12月6日），裁顺天巡抚
- 康熙元年（1662年）
  - 九月壬午（10月23日），裁延绥巡抚
- 康熙三年（1664年）
  - 四月戊申（5月11日），裁郧阳巡抚
- 康熙四年（1665年）
  - 五月丁未（7月4日），裁凤阳巡抚、宁夏巡抚、南赣巡抚
- 康熙十五年（1676年）
  - 五月乙酉（6月14日），设郧阳巡抚
- 康熙十八年（1679年）
  - 二月辛巳（3月27日），裁郧阳巡抚
- 雍正元年（1723年）
  - 偏沅巡抚改称湖南巡抚，湖广巡抚改称湖北巡抚
- 雍正二年（1724年）
  - 十月己亥（12月14日），裁直隶巡抚
- 乾隆十三年（1748年）
  - 十一月庚辰（1月18日），裁四川巡抚
- 乾隆二十九年（1764年）
  - 三月乙卯（4月4日），裁甘肃巡抚
- 光绪十年（1884年）
  - 十月癸酉（11月19日），设新疆巡抚
- 光绪十一年（1885年）
  - 九月庚子（10月12日），福建巡抚改设福建臺灣巡撫
- 光绪二十一年（1895年）
  - 四月丁卯（5月20日），裁台湾巡抚
- 光绪二十四年（1898年）
  - 七月乙丑（8月30日），裁湖北巡抚、广东巡抚、云南巡抚
  - 九月戊辰（11月1日），恢复设立湖北巡抚、广东巡抚、云南巡抚
- 光绪三十年（1904年）
  - 十一月庚辰（12月12日），裁湖北巡抚、云南巡抚
  - 十二月丁卯（1月28日），设江淮巡抚（由漕运总督改）
- 光绪三十一年（1905年）
  - 三月庚寅（4月21日），裁江淮巡抚
  - 六月己未（7月19日），裁广东巡抚
- 光绪三十三年（1907年）
  - 三月己亥（4月20日），设奉天巡抚、吉林巡抚、黑龙江巡抚
- 宣统二年（1910年）
  - 三月辛酉（4月26日），裁奉天巡抚